# Tripi
Tripi là một đô thị ở tỉnh Messina (Sicilia, Italia). Thị xã này nằm ở khu vực Abacaenum, một thuộc địa Hy Lạp cổ đại. Tripi có dân số 1044 người (năm 2001) và diện tích 54 km2. Các đơn vị trực thuộc gồm Campogrande, Casale, San Cono.
Các đô thị tiếp giáp: Basicò, Falcone, Francavilla di Sicilia, Furnari, Mazzarrà Sant'Andrea, Montalbano Elicona, Novara di Sicilia